# Khyan
Seuserenre Khyan, Khian hoặc Khayan là một vị vua người Hyksos thuộc vương triều thứ Mười Lăm của Ai Cập. Tên hoàng gia của ông Seuserenre dịch là "người mà Re ban cho sự mạnh mẽ." Khyan không những mang tước hiệu của một vị vua Ai Cập mà còn mang tước hiệu vua của những vùng đất ngoại bang (heqa-khaset). Tước hiệu thứ hai này vốn là tước hiệu đặc trưng của các vị vua người Hyksos.
Khyan là một trong những vị vua được chứng thực tốt nhất từ thời kỳ Hyksos, ông được biết đến từ nhiều con dấu và vết dấu. Đáng chú ý nhất là các đồ vật với tên của ông được tìm thấy tại Knossos và Hattusha cho thấy các mối quan hệ ngoại giao với Crete và người Hittite.
Tàn tích của một cung điện mới được phát hiện gần đây ở Avaris. Những vết dấu triện của Khyan đã được phát hiện tại đó, chỉ ra rằng đây là cung điện của ông.

## Vị trí của Khyan trong triều đại của người Hyksos

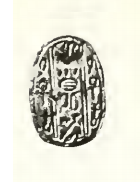
Con dấu bọ hung của Khyan

Khyan được đồng nhất với vua Iannas trong tác phẩm của Josephus, kiến thức của ông ta về các Pharaon người Hyksos vốn bắt nguồn từ một tác phẩm lịch sử Ai Cập được viết bởi Manetho. Josephus đề cập tới ông sau Apophis khi đang nói đến độ dài triều đại của các vị vua sau thời Salitis. Điều này khiến cho các học giả thế kỷ thứ 18 như Arthur Bedford đặt Khyan sau Apophis, vào giai đoạn gần cuối của triều đại Hyksos. Tuy nhiên, trong bản tóm tắt tác phẩm của Manetho của Sextus Julius Africanus, Khyan (tên của ông được ghi lại trong đó là Staan) được liệt kê sau tên của một vị vua Pachnan, có lẽ là Yaqub-Har. Vê mặt phong cách nghệ thuật, những con dấu bọ hung của Khyan gần giống với của Yaqub-Har, người có thể có niên đại gần với thời kỳ đầu và không phải là giai đoạn cuối của thời kỳ Hyksos. Điều này chỉ ra tằng Khyan là một trong những vị vua đầu tiên của vương triều thứ 15.
Vị trí của Khyan trong giai đoạn đầu của vương triều thứ 15 có thể được chứng thực bởi những phát hiện khảo cổ học mới đậy tại Edfu. Tại địa điểm này, những vết dấu triện của Khyan được phát hiện có mối liên quan chặt chẽ với những vết dấu triện của vị vua thuộc vương triều thứ 13 là Sobekhotep IV, điều này chỉ ra rằng cả hai vị vua có thể đã cai trị cùng một thời điểm. Các học giả như Moeller và Marouard nhắc đến việc phát hiện ra một tòa nhà hành chính quan trọng vào đầu thời kỳ vương triều thứ 12 của Trung Vương quốc ở phía đông khu vực Tell Edfu mà đã được tiếp tục sử dụng tới đầu thời kỳ Chuyển tiếp thứ Hai trước khi nó không còn được sử dụng dưới thời vương triều thứ 17. Quá trình nghiên cứu trên thực địa của các nhà Ai Cập học vào năm 2010 và 2011 đối với tàn tích của tòa nhà cũ của vương triều thứ 12 này, mà vẫn được sử dụng dưới thời vương triều thứ 13, dẫn đến việc phát hiện ra một đại sảnh lớn nằm kế bên, mà có chứa 41 dấu niêm phong cho thấy đồ hình của vị vua Hyksos là Khyan cùng với 9 dấu niêm phong có tên của vị vua thuộc vương triều thứ 13 là Sobekhotep IV. Theo như Moeller, Marouard và Ayers thì: "Những phát hiện này đến từ một phạm vi khảo cổ học được gìn giữ an toàn và bịt kín và mở ra những câu hỏi mới về sự tiến triển của văn hóa và thứ tự thời gian của giai đoạn cuối Thời kỳ Trung Vương quốc và giai đoạn đầu Thời kỳ Chuyển tiếp Thứ Hai." Phân tích này và các kết luận rút ra từ nó lại bị nghi ngờ bởi Robert Porter, tuy nhiên ông ta lập luận rằng Khyan đã cai trị muộn hơn nhiều so với Sobekhotep IV. Porter chỉ ra rằng những con dấu của một pharaoh đã được sử dụng thậm chí lâu hơn sau khi ông ta đã qua đời, nhưng ông ta cũng băn khoăn liệu rằng Sobekhotep IV đã cai trị muộn hơn nhiều hoặc là giai đoạn đầu vương triều thứ Mười Ba đã kéo dài lâu hơn như đã nghĩ trước kia hay không.
Một tấm bia của Khyan đề cập tới một người con trai của đức vua' cũng đã được phát hiện tại Avaris. Manfred Bietak quan sát thấy rằng: 
"một tấm bia dựng ở Avaris có chứa nomen và prenomen của Khyan và một dòng đề tặng đã bị mất nằm bên dưới (có thể là dành cho thần Seth, Chúa tể của Avaris), được khắc cùng với tước hiệu và tên của Người Con trai Trưởng của đức vua Yanassi." 
Nhà Ai Cập học người Đan Mạch Kim Ryholt đã xuất bản một danh mục phong phú về các công trình kỷ niệm của tất cả các vị pharaon thuộc Thời kỳ Chuyển tiếp Thứ Hai, ông chú ý đến một chi tiết cá nhân quan trọng liên quan đến gia đình của vị vua này; Ryholt viết rằng mối liên kết giữa Khyan với tên của người con trai trưởng của đức vua trên tấm bia đá này gợi ý rằng Yanassi trên thực tế là người thừa kế được chỉ định của ông, như cũng được ngụ ý bởi tước hiệu của ông ta." Ryholt suy đoán rằng Manetho có thể đã đề cập tới Yanassi trong một đoạn văn bị mất và rằng một cách giải thích có thể cho tên gọi Iannas được Josephus sử dụng cho Khyan đó là một sự trích dẫn sai cho đoạn văn này mà trong đó tên của người con đã được trích dẫn thay vì của người cha.